# Napaeus roccellicola
Napaeus roccellicola is een slakkensoort uit de familie van de Enidae. De wetenschappelijke naam van de soort is voor het eerst geldig gepubliceerd in 1833 door Webb & Berthelot.